# Apocalípticos e Integrados
Apocalípticos e Integrados (no original Apocalittici e integrati) é um livro publicado por Umberto Eco em 1964.
Na obra, o semiólogo italiano analisa o tema da cultura de massa e dos meios de comunicação de massa. Segundo Eco, "apocalípticos" são os intelectuais (em particular, Adorno e Zolla), que exprimem uma atitude crítica e aristocrática em relação à moderna cultura de massa; "integrados" são aqueles que têm uma visão ingenuamente otimista sobre o tema.

## Estrutura da obra
O livro é organizado como uma coletânea de ensaios sobre o assunto: 
- "Cultura de massa e 'níveis' de cultura" expõe os principais a favor e contra a cultura de massa.  A tese é que, a partir do momento em que a sociedade industrial pressupõe mídia de massa, em vez de criticá-la, o intelectual deve se perguntar quais ações são possíveis para garantir que ela possa transmitir valores culturais.
- "A estrutura do mau gosto" é uma reflexão sobre a definição de mau gosto e kitsch. O trabalho de mau gosto deve ter simultaneamente três características: a pré-fabricação e a imposição do efeito, a inserção descontextualizada de traços estilísticos consumados e, finalmente, a intenção de se passar por arte e cultura de alto nível. Como exemplo emblemático, é apontado o pintor Boldini.[2]
- "Leitura de ‘Steve Canyon' ", "O Mito do Super-Homem" e "O Mundo de Charlie Brown" refletem sobre os quadrinhos como um exemplo de literatura de massa e como   potencial instrumento oculto de persuasão. De acordo com o autor, o efeito desse tipo de literatura depende de como ela é usada e não das obras em si.
- "O Uso Prático do Personagem" apresenta as características do personagem na literatura popular e o uso de elementos convencionais.
- "A canção de consumo" e "A música e a máquina" exploram as características da música leve, abordando particularmente a questão de como ela é influenciada pela lógica do mercado e não por critérios artísticos.
- "A música, o rádio e a televisão" e o subsequente "Apontamentos sobre a televisão" oferecem uma reflexão sobre a televisão, reiterando a necessidade do compromisso de um intelectual em usar o meio com sabedoria em vez de criticá-lo a priori.
- Uma seção intitulada "Apocalípticos Integrados" finalmente reúne uma série de artigos curtos sobre o assunto.

### Super Eco
O perfil do fã do Super-Homem e a influência  do desenho no leitor ou telespectador são mostrados sob o olhar semiótico de Eco, que subjuga o sujeito receptor da mensagem à condição de fantoche dominado pela propaganda do poderio dos Estados Unidos ilustrado pela imagem super-herói. A imagem de  Clark Kent se assemelha à do cidadão comum  mas ele que tem sob as vestes, o brasão em forma de S e a capa vermelha do homem que voa, que é capaz de dobrar o aço, que consegue parar um trem com o corpo, que corre na velocidade da luz e têm o corpo fechado -  poderes, enfim, que se configuram nas aspirações de ascensão social aplacadas, maquiadas e saciadas por meio das seguidas batalhas vencidas pelo herói, sem maiores dificuldades,  nem planos a longo prazo ou problemas que não se resolvam no mesmo dia. O Super-Homem não deixa nada para amanhã; tudo se resolve no tempo presente. Impulsionado pelas aspirações de status social, desejando ser algo conformado pela mídia e inconscientemente integrado, o sujeito se  perde a própria identidade.
A figura do herói se insere na mente do leitor/espectador da mesma maneira que os apelos publicitários. A subjetividade, nesse caso, se configura como um "super" que também é homem. O herói se identifica com os leitores quando se humaniza, porque é como eles ou se parece com eles, nos defeitos, na impotência e no desejo de poder no tempo presente,  feito de vitórias predeterminadas, sempre, sem problemas, sem planos, sem futuro e sem passado.   